# Park and Ride

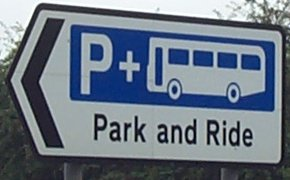
Ein P+R-Schild in Oxford (England)

Ein P+R-Schild nach der StVO in Deutschland

Park and Ride (englisch park = „parken“ und ride = „fahren“, deutsch auch Parken und Reisen) oder kurz P + R, P & R, P+R oder P&R bezeichnet ein Prinzip der Verkehrsplanung, in dem in der Nähe von Haltestellen des öffentlichen Nahverkehrs (ÖPNV) Parkplätze für Pkw, teilweise auch Motorräder und Busse, zur Verfügung gestellt werden. Vor allem Berufstätigen wird so die Möglichkeit gegeben, ihren Pkw am Stadtrand abzustellen und ohne Stau und Parkplatzprobleme mit öffentlichen Verkehrsmitteln in die Innenstadt zu gelangen. Außerdem helfen P+R und auch Pendelbusse bei der Bewältigung von Verkehrsproblemen bei Großveranstaltungen wie Fußballspielen, Konzerten und Innenstadtfesten.
Die gleiche Zielsetzung hat das Konzept Parken und Mitfahren (P+M), das Verkehrsteilnehmern eine Parkmöglichkeit anbietet, um in einer Fahrgemeinschaft ein Ziel anzusteuern. Im Gegensatz zum Verkehrszeichen für Parken und Reisen (englisch eigentlich: park and travel) ist das P+M-Zeichen im eigentlichen Sinne mit park and ride zu übersetzen.
Ebenfalls verwandt ist das Konzept Bike and ride, die Bereitstellung von Radabstellanlagen oder meist kostenpflichtigen, vermieteten -boxen an Haltestellen. An größeren Bahnhöfen gibt es überdachte Stellplatzanlagen oder Fahrradparkhäuser. Das im Fernverkehr der Bahn angebotene Park and rail hat jedoch eine andere Zielsetzung und ist nicht gleichzusetzen.

## Bauliche Anlage
Eine P+R-Anlage unterscheidet sich baulich nicht von den üblichen Parkeinrichtungen Parkplatz oder Parkdeck (Parkhaus bzw. Tiefgarage). Das wesentliche Unterscheidungsmerkmal ist die räumliche Nähe zu einer Haltestelle des ÖPNV, meist mit speziellen, gegebenenfalls ausgeschilderten, Zuwegungen. Beliebt ist die Anordnung eines Parkhauses auf der vom Empfangsgebäude abgewandten Seite der Gleisanlagen eines Durchgangsbahnhofes, so dass die Überführung oder der Quertunnel direkt in die Parkeinrichtung führt.

## Zeichen 362 bzw. 316
Das Zeichen wurde in der Bundesrepublik Deutschland während der zweiten Jahreshälfte 1972 als Sinnbild für Parken und Reisen eingeführt. Als Auslöser für seine Verordnung galten Verkehrsprobleme, die sich während der Olympischen Sommerspiele 1972 in München ergeben hatten. Tatsächlich hatte es schon am 23. November 1971 eine detaillierte Empfehlung zur Aufstellung des Zeichens durch den Bundesverkehrsminister gegeben.
Die im Schrifttum der DDR mehrfach kolportierte Behauptung, das P+R-Zeichen sei in Westdeutschland unter der angloamerikanischen Bezeichnung park and ride eingeführt worden, ist falsch und offenbar auf propagandistische Gründe zurückzuführen.
Das P+R-Sinnbild wurde damals als Zeichen 362 in den Katalog der Straßenverkehrsordnung aufgenommen. Mit der StVO-Gestaltungsnovelle von 1992 erhielt das Zeichen die Nummer 316. 2009 und letztendlich 2013 wurde mit der Neufassung der StVO das Zeichen für Parken und Reisen aus der Verordnung gestrichen. Das Zeichen bleibt allerdings nach wie vor im Verkehrszeichenkatalog enthalten und das dazugehörige Sinnbild verbleibt in der StVO. Beim Verkehrszeichenkatalog handelt sich um eine Anlage zur Allgemeinen Verwaltungsvorschrift zur Straßenverkehrs-Ordnung (VwV-StVO), die zuletzt zum Mai 2017 geändert worden ist.

Parken-und-Reise-Symbole in Deutschland
Zeichen 362: „Parken und Reisen“; das älteste, 1972 in Westdeutschland eingeführte P+R-Zeichen
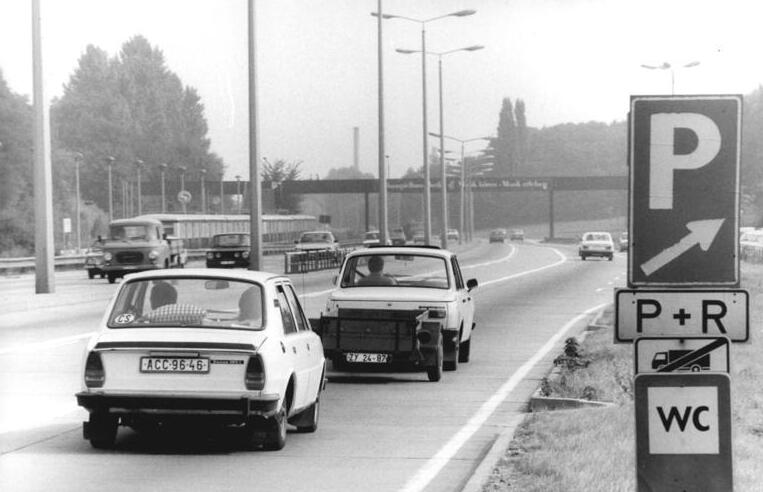
Das ab 1978 in Ostdeutschland gültige Zusatzzeichen
Zeichen 316: das seit 1992 gültige Verkehrszeichen für „Parken und Reisen“
Darstellung einer öffentlichen Verkehrslinie mit P+R-Verknüpfungspunkt

## Verkehrspolitische Zielsetzung
Ein politisches Ziel von P+R ist es, den Fahrzeugverkehr in den Ballungsräumen zu verringern und den Anteil des ÖPNV am Berufsverkehr zu erhöhen. Der Bau und Betrieb von P+R-Anlagen wird meist aus Steuergeldern finanziert. In Deutschland wird die Errichtung von P+R-Anlagen nach dem Gemeindeverkehrsfinanzierungsgesetz gefördert.
P+R ist politisch nicht unumstritten. Neben den Investitions- und Unterhaltskosten der Parkplätze wird bemängelt, dass P+R-Anlagen, insbesondere solche am Stadtrand, die Zersiedelung fördern, da sie ein attraktives Angebot für Pendler aus Regionen mit wenig entwickeltem ÖPNV darstellen. Es wird angenommen, dass der Wegzug aus den Zentren dadurch attraktiver gemacht und die Anlage von P+R-Anlagen daher stadt- und verkehrsplanerisch kontraproduktiv ist. Allerdings spielen sehr viele Faktoren für die „Stadtflucht“ eine Rolle, und so kann auch argumentiert werden, dass ohne P+R-Angebote das sowieso vorhandene Auto für die direkte Anfahrt ins Stadtzentrum genutzt würde.

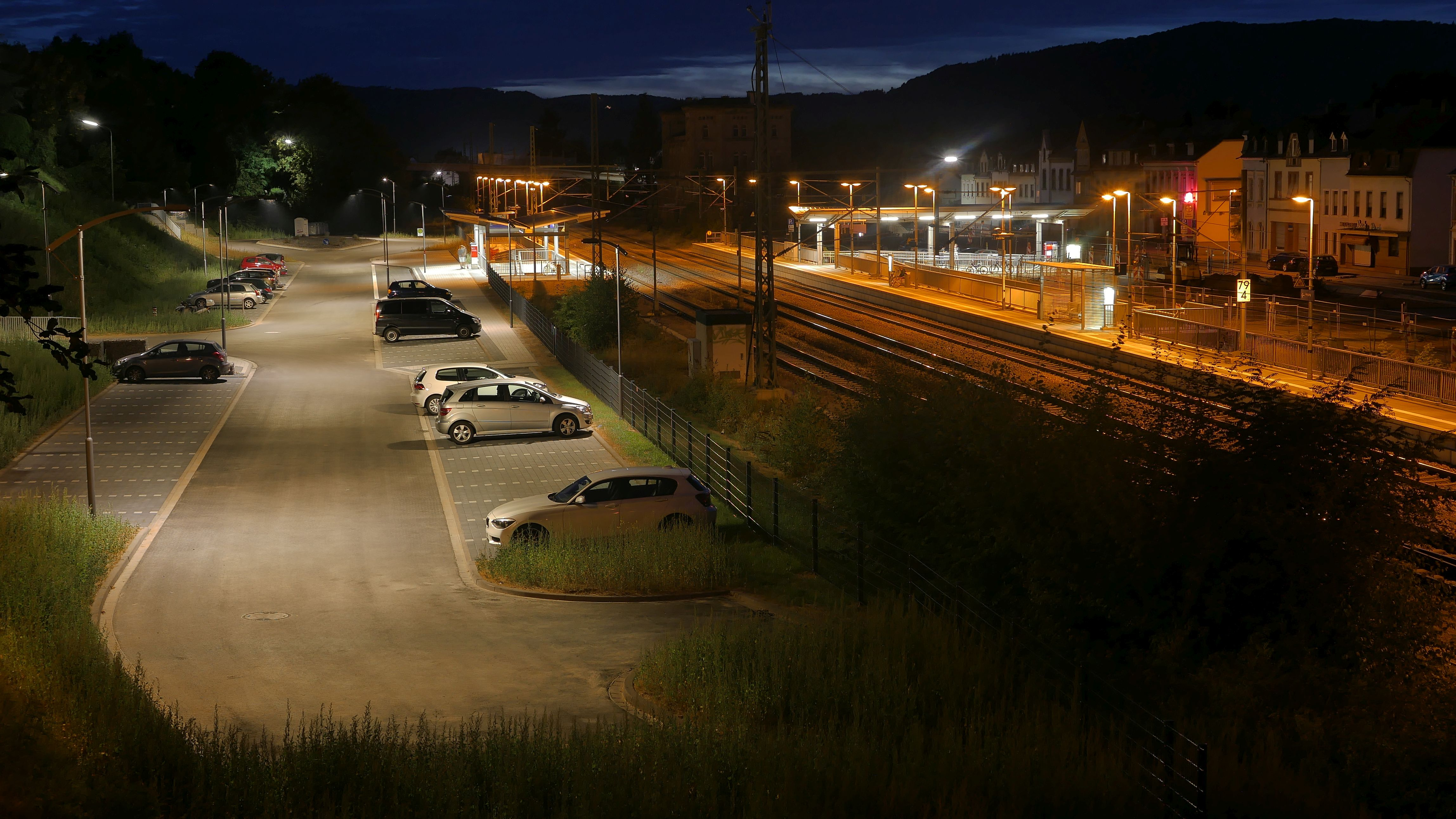
Bahnhof Konz mit kleinem P+R-Platz

Insbesondere durch kleine P+R-Anlagen wird eine kaum relevante Nachfragesteigerung für den ÖPNV erreicht: Im Berufsverkehr ist ein Pkw im Schnitt mit unter 1,5 Personen besetzt (bei P+R liegt der Besetzungsgrad meist sogar noch niedriger), so dass eine P+R-Anlage mit 200 Stellplätzen höchstens 300 Fahrgäste zum Zug bringen kann. Bereits ein kleiner S-Bahnhof erreicht jedoch mühelos täglich Zusteigerzahlen im vierstelligen Bereich. P+R bleibt damit prinzipbedingt ein Nischenangebot und damit raumplanerisch ohne größeren Einfluss. Dagegen können vor allem bei größeren Anlagen die an P+R verlorenen Fahrgäste zur Ausdünnung oder gar Einstellung von Zubringer(bus)linien und damit einer Verschlechterung des öffentlichen Verkehrs in der Fläche führen.
Ein Beispiel: Beim Ausbau der S-Bahn Rhein-Main nach Rodgau wurden 1059 Pkw-Stellplätze in neuen P+R-Anlagen geschaffen. Der Fahrgastgewinn durch den Ausbau betrug jedoch über 13.000 täglich (Stand: Februar 2005). Bei voller Auslastung der Anlage nutzen also nur etwa 12 % der Fahrgäste das P+R-System.